# Garac
Garac é uma comuna francesa na região administrativa da Occitânia, no departamento do Alto Garona. Estende-se por uma área de 6.05 km², com 150 habitantes, segundo o censo de 2018, com uma densidade de 25 hab/km².